# Five Nights at Freddy's 3
Five Nights at Freddy's 3 is het vervolg van het indie-horrorspel Five Nights at Freddy's 2, waar de speler als nachtwaker werkt in een horror-attractie gebaseerd op Freddy Fazbear's Pizza en speelt zich (vermoedelijk) af in 2023.

## Gameplay
De speler moet van 00:00 uur (12AM) tot 06:00 uur (6AM) zien te overleven met een zogenaamde “Phone Guy” op de achtergrond die oude tapes speelt en zo nu en dan vertelt over het restaurant waar de speler bewaker is, zonder aangevallen te worden door de oude robot-mascottes van het restaurant. In het restaurant werden kinderen vermist, de kinderen werden vermoord door een man in een geel konijnenpak, Springtrap (William Afton). De zielen van deze kinderen komen later in de animatronics te zitten. Deze animatronics zijn Freddy Fazbear, Bonnie the Bunny, Chica the Chicken, Foxy the Pirate Fox, Balloon Boy, Mangle, The Puppet en Golden Freddy. Deze animatronics verschijnen wel in het spel maar (behalve Springtrap) kunnen ze de speler niet echt doden en verschijnen alleen als fantomen. Verder moet de speler drie systemen in de gaten houden die hem helpen de nacht te overleven: het audiosysteem dat gebruikt kan worden om springtrap weg te lokken van de speler’s kantoor, het camerasysteem waarmee de speler het gebouw (en daarbij ook springtrap) kan bekijken, en het ventilatiesysteem, wat als het niet wordt gereboot de eerder genoemde “Phantom Animatronics” meer kan laten verschijnen en ook kan de speler zijn zicht tijdelijk verliezen tijdens het spel, wat erg gevaarlijk kan zijn. Er zijn ook arcade achtige minigames die op geheime manieren ontgrendeld kunnen worden waarmee het diepere verhaal duidelijk gemaakt wordt, en uiteindelijk ook het einde mee veranderd kan worden.
De speler moet dus proberen Springtrap tegen te houden met geluiden, ventilatiedeuren en verder onder anderen de verschillende systemen af en toe rebooten om de nacht te overleven.

## Animatronics
- Springtrap
- (Phantom) Freddy
- (Phantom) Chica
- (Phantom) Foxy
- (Phantom) Balloon Boy
- (Phantom) Puppet
- (Phantom) Mangle

## Easter Eggs
- Net als de eerste en tweede game kan de speler een afbeelding van Springtrap tegenkomen. Bij het starten van een nacht zijn er drie afbeeldingen die de speler kan tegenkomen. Bij nadere inspectie is het lijk van William Afton te zien in Springtrap. In het derde scherm is te zien dat Springtrap bijna zijn hele hoofd opent op een manier die vergelijkbaar is met de Freddy-poster-hallucinatie in Five Nights at Freddy's, waarbij voornamelijk het resterende hoofd van het lijk in het pak wordt onthuld. Het geluid dat hierbij speelt, is de geluidsbyte van William die de speler vermoordt in de minigames aan het einde van de nacht.
- Op Camera 02 en Camera 10 heeft de speler een zeldzame kans om de posters van Freddy te zien veranderen in posters van Springtrap's originele tegenhanger Spring Bonnie. Hiervoor is geen trigger bekend, maar ze verschijnen met zeer zeldzame gevallen. Het doel van deze gebeurtenissen is onbekend, aangezien ze geen bekend effect hebben op de gameplay. De posters keren terug naar hun normale uiterlijk wanneer Springtrap op deze camera's wordt gelokaliseerd.
- Er zijn drie animatronics die een kleine kans hebben om op het scherm te verschijnen. De eerste is Shadow Freddy, het komt zelden voor dat de speler wat lijkt op Shadow Freddy onderuitgezakt in het meest linkse uiteinde van het kantoor kan zien. De tweede is Mr. Cupcake, Zelden kan een cupcake op kantoor verschijnen. In tegenstelling tot de bovengenoemde verschijningen van de cupcakes op Camera 02, Camera 03, Camera 04 en Camera 06, is de cupcake in het Bureau identiek aan die van het Bureau in de eerste game. In tegenstelling tot wat vaak wordt gedacht, wordt het niet geactiveerd wanneer de speler alle cupcakes in Chica's Party verzamelt. Het is niet bekend welk doel het dient, aangezien het de gameplay niet beïnvloedt. De laatste is Golden Cupcake, zelden verandert op Camera 04 wat normaal een poster van Toy Bonnie is, in een afbeelding van een gouden of een roze cupcake. Hoewel het zelden voorkomt, heeft het geen bekend doel. Het is niet bekend waardoor deze vreemde gebeurtenis wordt veroorzaakt.
- Net zoals de papieren pop uit de tweede game die in het kantoor verschijnt, zal de papieren pop van Bonnie of Freddy willekeurig in The Office verschijnen, de Bonnie-pop aan de linkerkant boven de doos met animatronic-onderdelen en de Freddy-pop in de rechterbovenhoek van het Bureau. Bijna ironisch genoeg is die doos ook waar de originele Balloon Boy papieren pop zelf zich bevindt. Er is voor geen van beide een trigger bekend. Dit geldt ook voor de mobiele versie.

## Trivia
- Het is nooit volledig uitgelegd wat de grote "10" aan de onderkant van de Phantom Balloon Boy teaser eigenlijk betekent. Hoewel sommige fans hebben getheoretiseerd dat dit betekent dat Scott in eerste instantie van plan was de game op 10 maart uit te brengen, lijkt dit nogal onwaarschijnlijk, aangezien hij het nooit rechtstreeks heeft gezegd, noch heeft hij problemen geuit waardoor hij de game eerder zou uitbrengen. Later werd op Steam bevestigd door Scott dat hij van plan was meerdere teasers uit te brengen totdat de game werd uitgebracht, aftellend vanaf 10. Hij liet het idee echter varen na de eerste teaser
- In tegenstelling tot de vorige games, wordt de hoofdrolspeler van de game nooit genoemd.
- In tegenstelling tot de vorige spellen, kan een vierde ster worden verkregen op het hoofdmenuscherm - het voltooien van Nightmare Mode met de agressieve cheat ingeschakeld, zal dit ontgrendelen.
- In tegenstelling tot de vorige games, heeft deze game geen Custom Night.
- Phantom Mangle verschijnt niet in het menu Extra.
- Zoals blijkt uit de nachtelijke minigame van Nacht 5, werd Purple Guy gedood in het kostuum van Spring Bonnie en wordt aangenomen dat hij hem vanaf dat moment bezeten heeft, zelfs tijdens de gebeurtenissen van Five Nights at Freddy's 3.
- Dit is het enige spel in de hele serie dat Freddy Fazbear of zijn varianten niet op het spelpictogram laat zien. De reden hiervoor is dat Freddy's variant in het spel, Phantom Freddy, geen directe bedreiging vormt voor de speler (aangezien fantomen niet resulteren in een game-over), in plaats daarvan wordt Springtrap weergegeven in het pictogram.